# Optofluidika
Optofluidika je oblast výzkumu a technologie, která kombinuje výhody fluidiky (zejména mikrofluidiky) a optiky. Mezi aplikace této technologie patří displeje, biosenzory, laboratorní zařízení na čipu, čočky a nástroje pro molekulární zobrazování a energii.

## Historie
Myšlenku fluidních optických zařízení lze vysledovat přinejmenším do 18. století, kdy byly navrženy (a nakonec vyvinuty) rotující bazény rtuti jako dalekohledy s kapalinovým zrcadlem. Ve 20. století byly vyvinuty nové technologie, jako jsou barvivové lasery a vlnovody s tekutým jádrem, které využívaly laditelnosti a fyzikální přizpůsobivosti, kterou kapaliny těmto nově vznikajícím fotonickým systémům poskytovaly. Oblast optofluidiky začala formálně vznikat v polovině roku 2000, kdy dozrávaly obory mikrofluidiky a nanofotoniky a výzkumníci začali hledat synergie mezi těmito dvěma oblastmi. Jednou z hlavních aplikací tohoto oboru jsou produkty typu "Laboratoř na čipu" a biofotonické produkty.

## Společnosti a transfer technologií
Optofluidický a související výzkum vedl ke vzniku řady nových produktů a začínajících společností. Společnost Varioptic se specializuje na vývoj čoček na bázi elektrovodivého proudění pro řadu aplikací. Společnost Optofluidics, Inc. byla založena v roce 2011 na Cornellově univerzitě s cílem vyvinout nástroje pro zachycování molekul a diagnostiku nemocí založené na technologii fotonických rezonátorů. Společnost Liquilume z Kalifornské univerzity v Santa Cruz se specializuje na molekulární diagnostiku založenou na šípových vlnovodech.
V roce 2012 zahájila Evropská komise nový rámec COST, který se zabývá výhradně optofluidními technologiemi a jejich aplikacemi.